# Phantom Raiders (film 1940)
Phantom Raiders è un film del 1940 diretto da Jacques Tourneur.

## Trama
A Panama, dove si trova in vacanza, Nick Carter viene contattato da un'importante casa di assicurazioni londinese che lo assume per indagare sulla scomparsa di alcune navi britanniche sparite durante l'attraversamento del canale. Il detective scoprirà che le sparizioni sono dovute al gangster Al Taurez che truffa le assicurazioni denunciando falsi carichi delle navi. Minacciato di morte, Nick Carter proseguirà tuttavia nelle sue investigazioni che lo porteranno a sventare i piani criminosi di Taurez, riuscendo a smantellando la rete criminale con l'arresto del capo banda e dei suoi complici.

## Produzione
Le riprese del film, prodotto dalla Metro-Goldwyn-Mayer (MGM) (controlled by Loew's Incorporated) con il titolo di lavorazione Nick Carter in Panama, iniziarono nei primi giorni di aprile.

## Distribuzione
Il copyright del film, richiesto dalla Loew's Inc., fu registrato il 31 maggio 1940 con il numero LP9684. Distribuito dalla Metro-Goldwyn-Mayer (MGM), uscì nelle sale cinematografiche statunitensi il 7 giugno 1940.